# Марк Гіллеспі
Марк Джозеф Гіллеспі (англ. Mark Joseph Gillespie, нар. 27 березня 1992) — англійський футболіст, воротар клубу «Ньюкасл Юнайтед».

## Клубна кар'єра
Вихованець академії «Ньюкасл Юнайтед», з якої перейшов у «Карлайл Юнайтед» у 2008 році у віці 16 років, де спочатку грав у складі молодіжної команди, а потім перейшов у резервну команду.
8 травня 2010 року, в останньому турі сезону 2009/10, Гіллеспі дебютував за першу команду в грі проти «Норвіч Сіті» на «Керроу Роуд», вийшовши на заміну в кінцівці гри. Таким чином Гіллеспі став наймолодшим воротарем, який коли-небудь зіграв за «Карлайл», у 18 років і 42 дні, побивши попередній рекорд, встановлений Тоні Кейгом.
У сезоні 2010/11 років протягом кількох місяців Гіллеспі грав за «Блайт Спартанс», який тоді виступав у Північній Конференції, після повернення з якої не виступав за першу команду «Карлайла» ні в сезоні 2010/11, ні в 2011/12.
4 вересня 2012 року Гіллеспі вперше вийшов у стартовому складі «Карлайла» у матчі Трофея футбольної ліги проти «Престон Норт Енда», перервавши серію з 146 послідовних виходів у старті для основного воротаря Адама Колліна. Гіллеспі зберіг своє місце в основі наступної суботи в матчі чемпіонату проти «Гартлпул Юнайтед» після того, як менеджер «Карлайла» Грег Ебботт сказав, що Гіллеспі та Коллін є рівноцінними воротарями
З сезону 2012/13 Гіллеспі став стабільно виходити на поле, а наприкінці сезону Коллін покинув клуб і Марк став новий основним воротарем клубу. За підсумками сезону 2013/14 клуб опустився до Другої ліги, але Гіллеспі залишився у команді і провів ще три сезони у четвертому за рівнем дивізіоні країни. Загалом за клуб воротар провів 180 ігор в усіх турнірах.
23 червня 2017 року Гіллеспі на правах вільного агента приєднався до команди Першої ліги «Волсолл» за дворічним контрактом, але провів у команді лише один рік.
5 червня 2018 року Гіллеспі підписав дворічну угоду з шотландським клубом Прем'єр-ліги «Мотервелл» і дебютував за нього 17 липня 2018 року в домашньому матчі групового етапу Кубка шотландської ліги проти «Единбург Сіті», але був дублером Тревора Карсона в матчах чемпіонату до листопада 2018 року, коли Карсон був виключений з гри через тромбоз глибоких вен. Протягом залишку сезону Гіллеспі чотири рази відбивав пенальті — вдома проти «Селтік», у двох матчах проти «Сент-Джонстона» і вдома проти « Лівінгстона» в останній грі сезону. Провівши ще один сезон як основний воротар, 31 травня 2020 року Гіллеспі покинув клуб після закінчення терміну його контракту.
3 липня 2020 року «Ньюкасл Юнайтед» оголосив про підписання трирічного контракту з Гіллеспі, який повернувся в клуб після дванадцяти років. У новій команді був лише третім воротарем, тому у першому сезоні зіграв лише 3 гри у Кубку ліги, після чого взагалі перестав виходити на поле у наступних сезонах.